# Ходосы (Каменецкий район)
Ходосы (бел. Хадасы) — агрогородок в Каменецком районе Брестской области Белоруссии, в составе Дмитровичского сельсовета. Население — 527 человек (2019).

## География
Ходосы находятся в 4 км к юго-западу от центра сельсовета Дмитровичей и в 10 км к северо-западу от города Каменец В 10 км к северо-востоку находятся южные окраины национального парка «Беловежская пуща». В 18 км к север-западу проходит граница с Польшей. Вокруг села сеть мелиоративных каналов, принадлежащая к бассейну реки Лесная. Через Дмитровичи проходит автодорога Каменец — Рожковка, местные дороги ведут в Дмитровичи и окрестные деревни.

## История
В XIX веке имение состояло из нескольких частей — Верхние Ходосы, Нижние Ходосы и Ходосы-Залешаны, входило в состав Российской империи, принадлежало Брестскому уезду Гродненской губернии.
Нижними Ходосами в XIX веке владел род Рыжлевских, а в 1890 году их купил Адам Маньковский. В конце XIX — начале XX века Маньковские выстроили здесь дворянскую усадьбу. С XIX века и вплоть до 1939 года Верхние Ходосы принадлежали роду Сузинов, а Залешаны — роду Фишеров.
Согласно переписи 1897 года в Нижних Ходосах было 9 дворов и 78 жителей, в Верхних Ходосах — 6 дворов и 61 житель.
Согласно Рижскому мирному договору (1921) деревня вошла в состав межвоенной Польши, где принадлежала Брестскому повету Полесского воеводства. В послевоенное время Нижние и Верхние Ходосы были объединены в один населённый пункт.

## Достопримечательности
- От усадьбы Маньковских сохранились остатки парка и несколько перестроенных домов бывшей усадьбы, где теперь размещаются школьная мастерская, библиотека, детский сад и столовая[4].
- Памятник землякам. В память 144 жителей Ходос и окрестных деревень, погибших в годы войны. В 1985 году установлена стела[5].